# World Qualification Event 2022
World Qualification Event 2022 – turniej barażowy do mistrzostw świata w curlingu, który odbył się w dniach 17 - 22 stycznia 2022 w fińskiej Lohji.
Był to trzeci w historii turniej z cyklu World Qualification Event. Po raz drugi odbył on się w Lohji. W turnieju wzięło udział po 7 drużyn męskich i żeńskich reprezentujących 13 państw.
Zespoły walczyły o kwalifikacje na Mistrzostwa Świata w Curlingu 2022, którą uzyskały po 2 najlepsze drużyny.

## Kwalifikacje

### Kobiety
- gospodarz:
  -  Finlandia
- Mistrzostwa Europy 2021 - 8 i 9 zespół dywizji A oraz 1 i 2 zespół dywizji B:
  -  Dania
  -  Czechy
  -  Norwegia
  -  Łotwa
- 3 i 4 zespół Mistrzostw Azji i Strefy Pacyfiku 2021:
  -  Kazachstan[a]
  -  Hongkong
- zespół strefy Ameryk:
  -  Brazylia

### Mężczyźni
- gospodarz:
  -  Finlandia
- Mistrzostwa Europy 2021 - 9 i 10 zespół dywizji A oraz 1 i 2 zespół dywizji B:
  -  Holandia
  -  Turcja
  -  Rosja
  -  Hiszpania[b]
- 2 i 3 zespół Mistrzostw Azji i Strefy Pacyfiku 2021:
  -  Japonia
  -  Chińskie Tajpej
- 2 zespół Challenge'u Ameryk 2021:
  -  Brazylia[c]

## System rozgrywek
Round Robin rozegrany został w systemie kołowym (każdy z każdym). Do fazy play-off awansowały trzy najlepsze drużyny. W I rundzie fazy play-off 1 drużyna po Round Robin zagrała z 2 drużyną. Zwycięzca tego pojedynku uzyskiwał kwalifikację, a przegrany zmierzył się z 3 drużyną po Round Robin o drugie miejsce promowane awansem.

## Kobiety

### Reprezentacje
| Brazylia                                                                               | Czechy | Dania                                                                                                | Finlandia |
| -------------------------------------------------------------------------------------- | --- | --- | --- |
| Skip: Isis Oliveira Trzecia: Sarah Lipi Druga: Kenya Franz Otwierająca: Marcelia Melo  | Skip: Alžběta Baudyšová Trzecia: Petra Vinšová Druga: Michaela Baudyšová Otwierająca: Klára Svatoňová Rezerwowa: Lenka Hronová   | Skip: Madeleine Dupont Trzecia: Mathilde Halse Druga: Denise Dupont Otwierająca: My Larsen           | Skip: Miia Ahrenberg Trzecia: Susanna Säntti Druga: Minna Karvinen Otwierająca: Jenni Bäckman Rezerwowa: Tiina Suuripää |
| Hongkong                                                                               | Łotwa | Norwegia                                                                                             | |
| Skip: Ling-Yue Hung Trzecia: Ada Shang Druga: Ashura Wong Otwierająca: On Na Anna Ngai | Skip: Evelīna Barone Trzecia: Rēzija Ieviņa Druga: Veronika Apse Otwierająca: Ērika Patrīcija Bitmete Rezerwowa: Letīcija Ieviņa | Skip: Marianne Rørvik Trzecia: Mille Haslev Nordbye Druga: Eirin Mesloe Otwierająca: Martine Rønning | |

### Round Robin
|   | Państwo   | Skip              | W | P |
| - | --------- | ----------------- | - | - |
| 1 | Norwegia  | Marianne Rørvik   | 6 | 0 |
| 2 | Dania     | Madeleine Dupont  | 5 | 1 |
| 3 | Łotwa     | Evelīna Barone    | 4 | 2 |
| 4 | Finlandia | Miia Ahrenberg    | 3 | 3 |
| 5 | Hongkong  | Ling-Yue Hung     | 2 | 4 |
| 6 | Brazylia  | Isis Oliveira     | 1 | 5 |
| 7 | Czechy    | Alžběta Baudyšová | – | – |

     Kwalifikacja do fazy play-off
UWAGA: Czeszki nie przystąpiły do żadnego meczu z powodu pozytywnych wyników testów na COVID-19 wśród zawodniczek.

### Play-off
I runda:  Norwegia -  Dania 6:7

II runda:  Norwegia -  Łotwa 8:6

### Klasyfikacja końcowa
|  | Kwalifikacja do Mistrzostw Świata Kobiet 2022 |

|   | Państwo   | Skip              |
| - | --------- | ----------------- |
| 1 | Norwegia  | Marianne Rørvik   |
| 2 | Dania     | Madeleine Dupont  |
| 3 | Łotwa     | Evelīna Barone    |
| 4 | Finlandia | Miia Ahrenberg    |
| 5 | Hongkong  | Ling-Yue Hung     |
| 6 | Brazylia  | Isis Oliveira     |
| 7 | Czechy    | Alžběta Baudyšová |

## Mężczyzni

### Reprezentacje
| Chińskie Tajpej                                                                                                | Finlandia | Hiszpania | Holandia |
| --- | --- | --- | --- |
| Skip: Lin Tingli Trzeci: Nelson Wang Drugi: Yin Liu Luis Otwierający: Cheng Kaiwen Rezerwowy: Darren Lee       | Skip: Kalle Kiiskinen Trzeci: Teemu Salo Drugi: Leo Ouni Otwierający: Paavo Kuosmanen Rezerwowy: Jermu Pöllänen              | Skip: Sergio Vez Trzeci: Luis Gómez Drugi: Eduardo de Paz Otwierający: Nicholas Shaw Rezerwowy: Mikel Unanue                         | Skip: Wouter Gösgens Trzeci: Jaap van Dorp Drugi: Laurens Hoekman Otwierający: Carlo Glasbergen Rezerwowy: Alexander Magan |
| Japonia | Rosja | Turcja | |
| Skip: Takumi Maeda Trzeci: Uryu Kamikawa Drugi: Hiroki Maeda Otwierający: Asei Nakahara Rezerwowy: Hayato Sato | Skip: Siergiej Głuchow Trzeci: Jewgienij Klimow Drugi: Dmitrij Mironow Otwierający: Anton Kałałb Rezerwowy: Daniił Goriaczew | Czwarty: Uğurcan Karagöz Skip: Oğuzhan Karakurt Drugi: Muhammed Zeki Uçan Otwierający: Orhun Yüce Rezerwowy: Muhammet Haydar Demirel | |

### Round Robin
|   | Państwo         | Skip             | W | P |
| - | --------------- | ---------------- | - | - |
| 1 | Rosja           | Siergiej Głuchow | 5 | 1 |
| 2 | Holandia        | Wouter Gösgens   | 4 | 2 |
| 3 | Finlandia       | Kalle Kiiskinen  | 4 | 2 |
| 4 | Turcja          | Oğuzhan Karakurt | 3 | 3 |
| 5 | Japonia         | Takumi Maeda     | 3 | 3 |
| 6 | Hiszpania       | Sergio Vez       | 2 | 4 |
| 7 | Chińskie Tajpej | Lin Tingli       | 0 | 6 |

     Kwalifikacja do fazy play-off

### Play-off
I runda:  Rosja -  Holandia 6:3

II runda:  Holandia -  Finlandia 9:4

### Klasyfikacja końcowa
|  | Kwalifikacja do Mistrzostw Świata Mężczyzn 2022 |

|   | Państwo         | Skip             |
| - | --------------- | ---------------- |
| 1 | Rosja           | Siergiej Głuchow |
| 2 | Holandia        | Wouter Gösgens   |
| 3 | Finlandia       | Kalle Kiiskinen  |
| 4 | Turcja          | Oğuzhan Karakurt |
| 5 | Japonia         | Takumi Maeda     |
| 6 | Hiszpania       | Sergio Vez       |
| 7 | Chińskie Tajpej | Lin Tingli       |

UWAGA: Pierwotnie kwalifikacje uzyskali Rosjanie, jednak 4 marca 2022 Światowa Federacja Curlingu wykluczyła Rosjan z rywalizacji w organizowanych przez siebie zawodach z powodu inwazji Rosji na Ukrainę. 12 marca 2022 poinformowano, że miejsce Rosjan zajmie trzecia drużyna World Qualification Event 2022 Finlandia.